# Malarz Brodatego Sfinksa

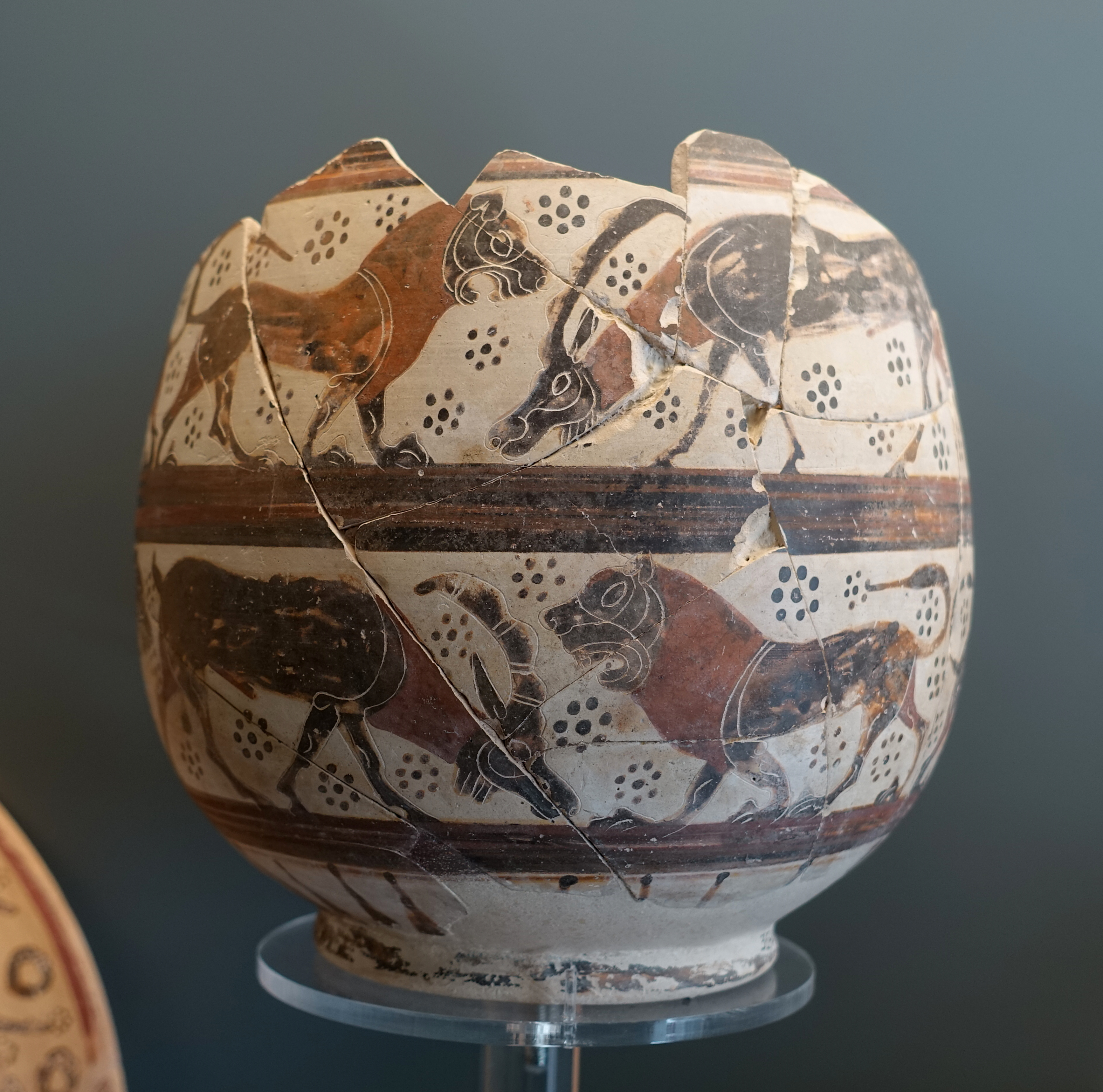
Jedna z waz Malarza Brodatego Sfinksa

Malarz Brodatego Sfinksa – etruski malarz naczyń, działający w VII wieku p.n.e. w ramach ośrodka ceramicznego w Vulci.
Był wybitną osobowością artystyczną swoich czasów, a jego twórczość została zrekonstruowana przez uczonych na podstawie charakterystycznego stylu, jaki po sobie zostawił, wyróżniając się z masy tworzonych wówczas naczyń. Do jego ulubionych motywów dekoracyjnych należały brodate sfinksy, których wyobrażenie umieszczał pośród innych motywów zoomorficznych, w dwóch lub trzech rzędach na swoich wazach. Najczęściej zdobił dużych rozmiarów amfory o niewielkiej stożkowatej stopce, brzuścu w kształcie gruszki oraz małych, wstęgowatych uchwytach, których forma wywodziła się z naczyń jońskich, bądź attyckich. Forma, którą stosował, jest praktycznie całkowicie wyizolowana od wpływów lokalnych. Jego dekoracje nawiązują do waz korynckich okresu przejściowego, które zdobiono charakterystycznymi fryzami zwierzęcymi i motywami roślinnymi z rozetą punktową na czele. Również techniki malarskie zaczerpnął z korynckiego kręgu kulturowego. W obrębie jednej wazy stosował często różnorodne greckie techniki artystyczne, np. równocześnie technikę czarnofigurową oraz ryt na czarnym tle (zwłaszcza w ornamencie łuski). O eklektycznym charakterze jego systemów ornamentacji świadczą m.in. motywy ptasie. Tzw. kaczuszki nilowe spotykane są na rodyjskich ojnochoe (zdobienie w stylu dzikich kóz). Również rodyjskie pochodzenie ma stosowanie ornamentu sztabkowego w miejsce korynckiego motywu promieni w dole brzuśca. Jednym z najwybitniejszych przykładów jego twórczości jest bogato zdobiona amfora odnaleziona w 1968 w tzw. Grobie Malarza Brodatego Sfinksa na cmentarzysku Osteria w Vulci.
Odegrał znaczącą i inspirującą rolę w upowszechnianiu na terenie Etrurii malarstwa nurtu etrusko-korynckiego przed końcem VII wieku p.n.e.